# Saint-Martin-au-Bosc
Saint-Martin-au-Bosc è un comune francese di 183 abitanti situato nel dipartimento della Senna Marittima nella regione della Normandia.

## Società

### Evoluzione demografica
Abitanti censiti